# Gyepkorallgomba

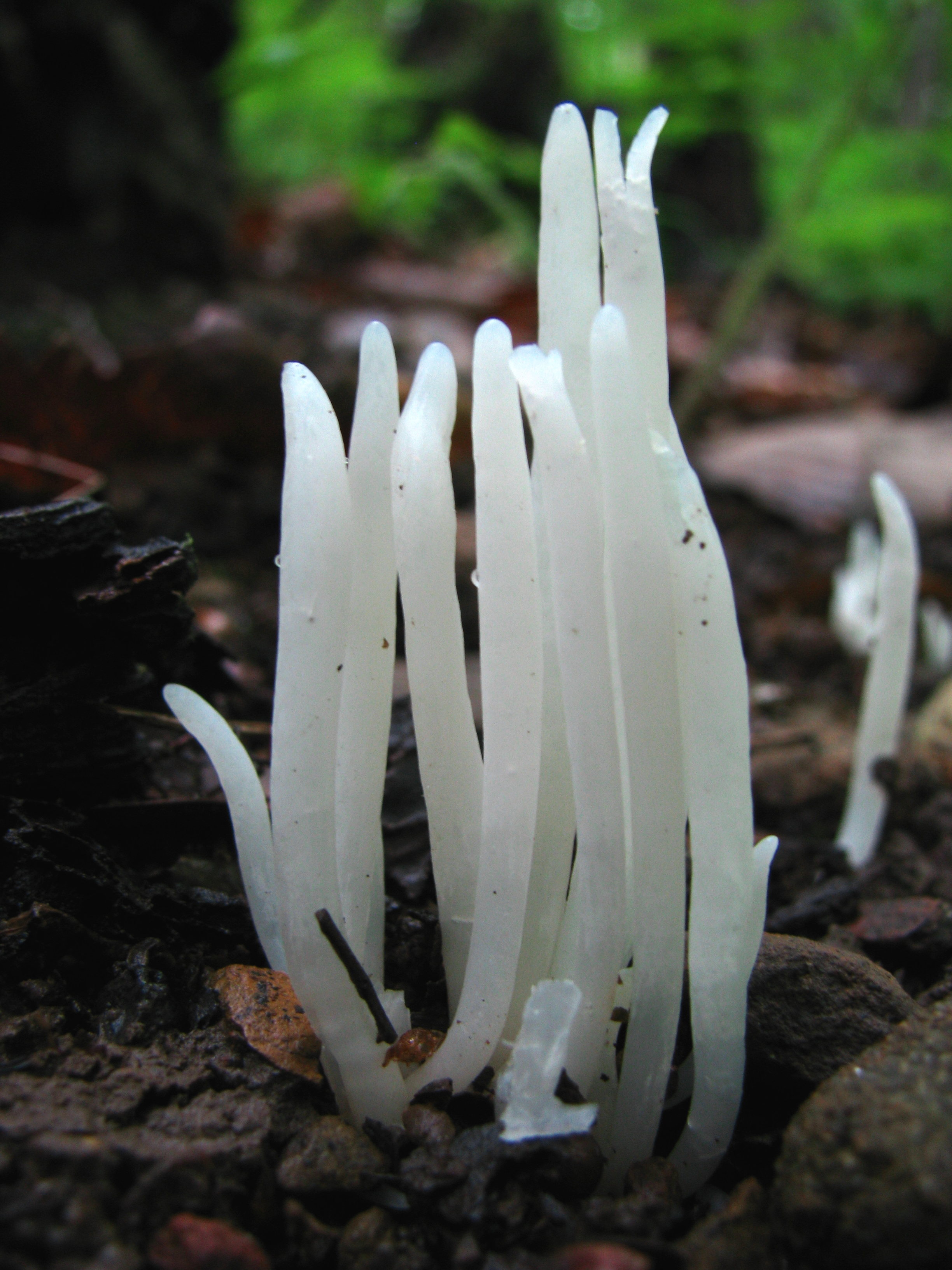
árvalányhajgomba (Clavaria vermicularis) bunkó alakú termőteste

A gyepkorallgomba (Clavaria) az osztatlan bazídiumú gombák (Homobasidiomycetes) osztályához tartozó kalaposgombák (Agaricales) rendjében a  palánkagombafélék (Clavariaceae) családjának névadó nemzetsége mintegy félszáz fajjal. Magyarul helyenként más-más nevük van (például palánkagomba, klárisgomba, korallgomba, lasagomba, szarvasgomba, medvefarok gomba, pisztricgomba).

## Megjelenése, felépítése
Egyesek fajok termőteste rendkívül egyszerű, bunkó alakú, a többségé azonban korallszerűen ágas. A termőréteg teljesen beborítja felszínüket. Többségük sárgás színű.

## Életmódja, élőhelye
A legtöbb faj az erdők talaján él mikorrhizás gyökérkapcsolatban egyes fafajokkal.

## Felhasználásuk
Valamennyi fajuk ehető.